# اس‌پی‌جی-۹
اس. پ. گ-۹ یا اس‌پی‌جی-۹ (به روسی: СПГ-9 Копьё)اس.پ. گ-۹ کوپیو: نیزه) توپ بدون لگد ۷۳ میلی‌متری است که در سال ۱۹۶۲ به عنوان سلاح ضدتانک در شوروی سابق طراحی و تولید شد. این توپ می‌تواند موشک‌های پره‌دار HE و HEAT را شلیک کند.
مشخصات اس پی جی ۹
توپ ۷۳ میلی‌متری اس پی جی ۹ جنگ افزاریست ساخت شوروی سابق و برخی کشورهای بلوک شرق از جمله بلغارستان و رومانی و پس از آن‌ها جمهوری اسلامی ایران. این جنگ‌افزار بدون خان و ته پر و بدون عقب‌نشینی است (دلیل بدون عقب‌نشینی بودن این سلاح اینست که هنگام سوختن باروت، مقداری از گاز ناشی از سوختن، صرف جلو راندن مرمی می‌شود و مقداری نیز از سوراخهای کولاس واقع در عقب سلاح به بیرون هدایت می‌شود که این دو نیرو همدیگر را خنثی کرده و باعث می‌شوند تا سلاح ثابت بماند).
از ویژگی‌های این جنگ‌افزار، توانائی اجرای آتش به صورت تیر منحنی (با استفاده از زاویه یاب) و همچنین تیر مستقیم (توسط دوربین و دستگاه نشانه روی مکانیکی) می‌باشد. کولاس این سلاح چرخشی بوده و بوسیله دست، باز و بسته می‌شود، و توسط نفرات قابل حمل است.
تعداد خدمه این سلاح چهار نفر است که عبارتند از:
۱ – فرمانده توپ: وظیفه وی فرماندهی قبضه و نظارت بر امر تدارکات مهمات و انتخاب موضع و هدف است.
۲ – تیرانداز: وظیفه او هدفگیری، تصحیح تیر و تیراندازی است.
۳ – گلوله‌گذار: گلوله‌ها را آماده کرده و گلوله‌گذاری می‌کند و در موقع تیراندازی پشت قبضه را تأمین می‌نماید تا خطری متوجه کسی نباشد.
۴ – مهمات بیار: وظیفه وی آوردن مهمات از سنگر مهمات به سنگر قبضه است.
مأموریت:
۱ – مقابله و اجرای آتش بر ضد ادوات زرهی دشمن (تانک، نفربر و…)
۲ – اجرای آتش بر ضد نفرات پیاده دشمن با استفاده از گلوله‌های ضد نفر
۳ – اجرای آتش و انهدام سنگرهای بتونی توسط گلوله‌های ضد تانک
مختصات:
کالیبر: ۷۳ م.م.
حداکثر برد دوربین تیر مستقیم: ۱۳۰۰ متر
حداکثر برد دوربین تیر منحنی: ۴۵۰۰ متر
برد مؤثر مستقیم: ۸۰۰ متر
سرعت اولیه موشک: ۴۳۵ متر در ثانیه
سرعت ثانویه موشک: ۷۰۰ متر در ثانیه
میزان نفوذ در زره فولادی: ۳۰ س.م.
نواخت تیر: ۳ گلوله در دقیقه
میدان تیر در سمت: ۱۰ درجه به راست و ۱۰ درجه به چپ
حرکت در برد: - ۳ درجه تا + ۷ درجه
حداکثر اوج گلوله (ارتفاع) در برد ۸۰۰ متر: ۲ متر
وزن توپ با چهارپایه: ۶۲ کیلوگرم
وزن توپ بدون چهارپایه: ۵/۴۷ کیلوگرم
وزن چهارپایه: ۵/۱۴ کیلوگرم
وزن دوربین: ۹۳۰ گرم (باجعبه ۱۵/۳ کیلوگرم)
وزن گلوله با خرج: ۴۰۰/۴ گرم
وزن گلوله بدون خرج: ۶۰۰/۲ گرم
وزن خرج: ۸۰۰/۱ گرم
وزن کوله پشتی با سه عدد موشک: ۴۰/۱۶ کیلوگرم
طول توپ: ۲۹۱ سانتیمتر
طول موشک با خرج: ۵/۱۱۱ سانتیمتر
طول موشک بدون خرج: ۵/۷۷ سانتیمتر
حداکثر عرض توپ میان دوپایه عقب: ۹۹ سانتیمتر
حداکثر ارتفاع توپ در حالت حاضر به جنگ: ۸۰ سانتیمتر
ارتفاع خط آتش توپ از سطح زمین: ۳۹ تا ۷۰ سانتیمتر
منطقه خطر آتش عقبه: ۳۰ متر
منطقه احتیاط آتش عقبه: ۱۵ متر

## کاربران
- افغانستان
- ارمنستان
- بلاروس
- بلغارستان: اس.پ. گ-۹-د. ان. ام
- چین
- کوبا
- مصر
- گرجستان
- مجارستان
- ایران: اس.پ. گ-۹
- عراق
- لیبی
- مولدووا SPG-9,AG-9 138+ units
- مغولستان
- مراکش[۲]
- نپال
- پاکستان
- لهستان
- رومانی: AG-9
- اتحاد جماهیر شوروی (کاربرِ سابق)
- سودان
- سوریه
- اوکراین
- ویتنام
- کره شمالی